# Висиджування яєць

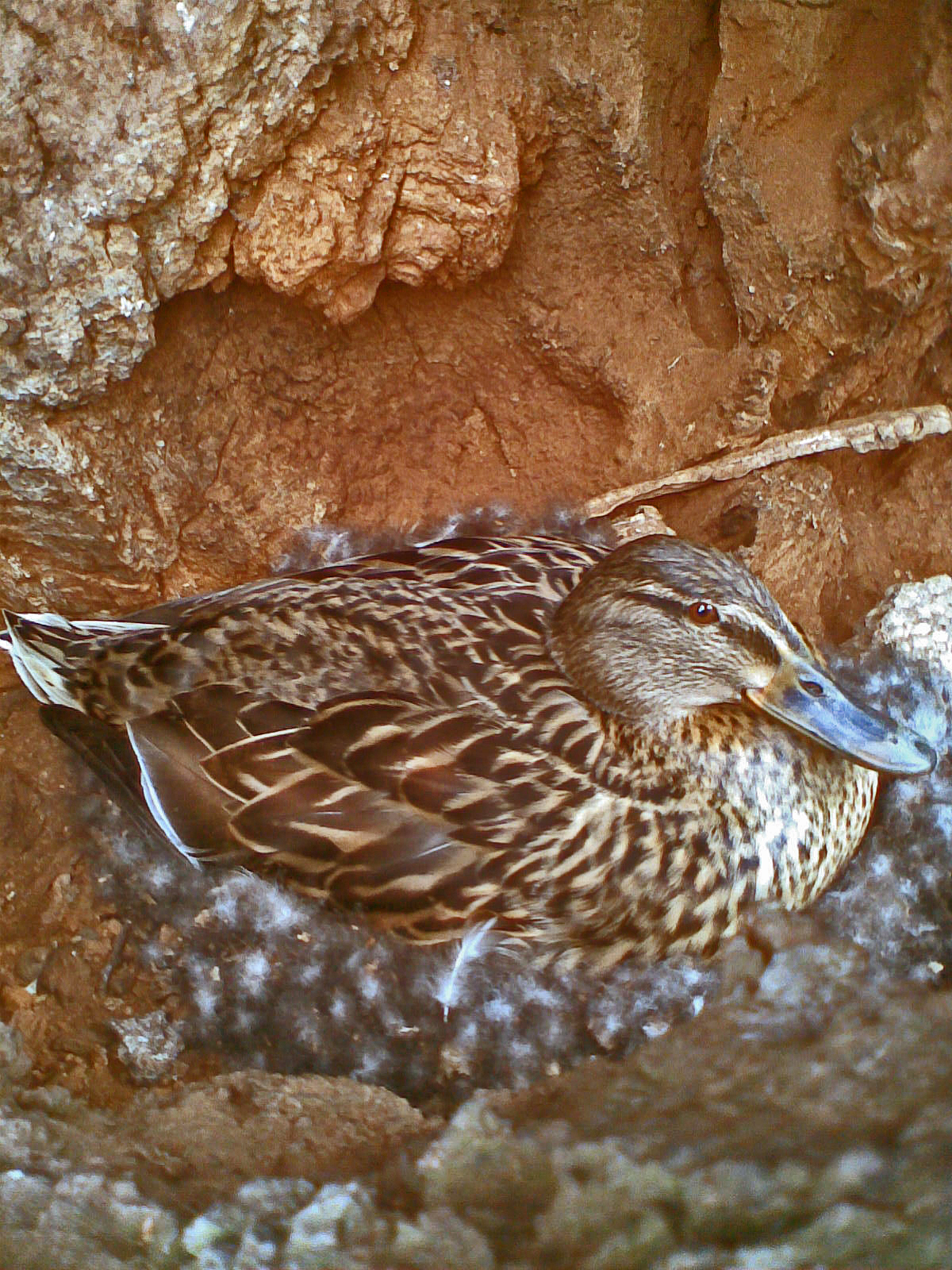
Самиця крижня на яйцях

Виси́джування, інкуба́ція, наси́джування яє́ць — процес, за допомогою якого птахи забезпечують розвиток ембріону в яйці, перш за все за рахунок підтримки постійної температури, необхідної для розвитку, протягом належного періоду часу, різновид інкубації, що залучає активну участь птаха. Більшість птахів мають інстинкт насиджування, хоча у випадку домашньої птиці, що вирощується заради яєць, цей інстинкт часто усунений за допомогою штучної селекції з метою збільшення продуктивності. Натомість, в сільському господарстві інкубація часто проводиться штучно, за допомогою інкубатору.
У більшості видів постійна температура забезпечується за рахунок гомойотермії, тобто здатності підтримувати постійну температуру тіла, хоча деякі птахи, наприклад великоногові, закопують яйця у рослинний матеріал, що перегниває, а ракова сивка (крабоїд) удень використовує тепло сонця. Рябок намібійський, що мешкає в Південній Африці, навпаки, змушений охолоджувати яйця, стоячи над ними та прикриваючи їх крилами для створення тіні. Також для інкубації яєць важлива вологість, занадто сухі яйця втрачають істотну частину води через випаровування, що робить розвиток пташеня неможливим. Зазвичай будь-яке яйце, однак, втрачає деяку кількість води, через що воно стає світлішим під час висиджування.
У насиджуючого птаха на череві випадають пір'я та пух та утворюється насідна пляма.
У птахів, що висиджують свої яйця, розподіл обов'язків між батьками може дуже відрізнятися. Найчастіше висиджує яйця самиця: або повністю, як це відбувається у коскороба та індійського чекана, або більшу частину часу, як у сокола. У деяких видів, таких як американський журавель, обидва батьки висиджують почергово приблизно рівні проміжки часу. В інших, таких як казуари, яйця висиджує тільки самець. Самець гірської сивки висиджує першу кладку, але якщо самиця відкладе другу, вона висиджує її сама. У гоацинів батькам допомагають висиджувати яйця молоді птахи, переважно самці.
Інкубаційний період може тривати від 11 днів у маленьких горобцеподібних, чорнодзьобої і жовтодзьобої зозуль до 85 днів у мандрівного альбатроса й бурого ківі, хоча в останніх видів інкубація може перериватися. Найдовший же безперервний інкубаційний період становить 64-67 днів у імператорського пінгвіна. Висиджування може бути дуже виснажливим процесом для батьків. Так, дорослі альбатроси втрачають до 83 г жиру на день.
Деякі види починають висиджування з першого відкладеного яйця, в результаті чого пташенята вилуплюються почергово та мають різні вік та розміри. У таких птахів молодше пташеня частіше гине у разі нестачі їжі. Інші починають висиджувати всю кладку разом, тоді пташенята вилуплюються одночасно.

## Інкубаційні періоди у різних видів птахів
| Птах       | Інкубаційний період (днів) |
| ---------- | -------------------------- |
| Курка      | 20—22                      |
| Качка      | 26—28, мускусна качка 35   |
| В'юркові   | 11—14                      |
| Гуска      | 25—28                      |
| Страус     | 35—45                      |
| Папуги     | 17—31                      |
| Фазанові   | 24                         |
| Голубині   | 10—18                      |
| Перепелиця | 17—20                      |
| Лебеді     | 33—36                      |
| Індик      | 28                         |